# Fatsia polycarpa
Fatsia polycarpa là một loài thực vật thuộc họ Araliaceae. Đây là loài đặc hữu của Đài Loan. Tại đây nó được gọi là 多室八角金盘 (đa thất bát giác kim bàn). Nó hiện đang bị đe dọa vì mất môi trường sống.

## Đặc điểm
Cây gỗ nhỏ, cao tới 8 m. Các cành non, lá non và cụm hoa có lông măng màu nâu mọc rậm rạp, sau đó chuyển thành không lông. Cuống lá 15–30 cm; phiến lá hình cầu, rộng 15–30 cm, với 5-7(đôi khi 9) thùy chẻ sâu, hình trứng-thuôn tới hình elip, có lông măng, nhưng khi già không lông, gần cuống suy giảm, mép lá khía răng cưa, các răng nhọn đầu, đỉnh ngọn lá có đuôi. Cụm hoa là một chùy gồm nhiều tán; trục chính 30–40 cm; cuống hoa khoảng 1,5 cm; các tán có đường kính khoảng 2,5 cm, chứa khoảng 20 hoa mỗi tán; các cuống nhỏ trong tán dài khoảng 1 cm. Vành đài hoa gần nguyên. Bầu nhụy gồm 8-10 (hay 11) lá noãn; vòi nhụy (8-10 (hay 11), tự do, khoảng 0,5 mm. Quả hình cầu, đường kính khoảng 4 mm. Ra hoa tháng 12-1, ra quả tháng 1-5.

## Môi trường sống
Môi trường sống ưa thích là nơi có bóng râm và ẩm thấp trong các khu rừng cây lá rộng ở độ cao 2.000-2.800 m tại dãy núi miền trung Đài Loan.

## Sử dụng
Loài này được sử dụng làm cây cảnh.